# 林肯縣 (阿肯色州)
林肯縣（英語：Lincoln County）是美国阿肯色州東南部的一個縣，面積1,482平方公里。根據2020年美國人口普查，共有人口12,941人。縣治斯塔市（Star City）。該縣成立於1871年3月28日，縣名紀念第十六任美国总统亞伯拉罕·林肯。
本縣是一個禁酒的縣。